# Lina Järnegard
Lina Emilia Charlotta Järnegard, född 16 oktober 1979 i Borkhult, Östergötland, är en svensk tonsättare.
Järnegard har en masterexamen i komposition från Musikhögskolan i Göteborg. Hon är medlem i KVAST och invaldes som medlem i Föreningen svenska tonsättare 2009. I ”Ensemble Dråpera” förverkligar hon sin idé om en radikalare och förändrad operaform, manifesterad i operan Flykt.
År 2011 erhöll Lina Järnegard tonsättarstipendium från Kungliga Musikaliska Akademien.

## Verk

### Opera, vokalmusik
- Bortom sluter, operascen för sopran, mezzosopran, kör (5 röster) och 7 instrument (2007)
- Dråparna finns, operascen för mezzosopran och elektronik (2009)
- Dråparna finns II, kammaropera för mezzosopran och elektronik (2009)
- Flykt, kammaropera för mezzosopran, röst, violin, horn, cello och slagverk (2010)
- Identitet, ett drama för tre kvinnoröster (2011)
- Ett ansikte, kammaropera för sopran (och violin), mezzosopran (och altsaxofon), alt (och tenorsaxofon), piano (och ackordeon) med libretto av Signe N. Hammar (2013)
- Opera Muscle för röst, piano och munspel med libretto av Signe N. Hammar (2015)

### Orkester
- Igenom för kammarorkester (2007)
- Efterljuset finns för stråkorkester (2008)

### Kammarmusik
- Inom tid för flöjt, violin, cello och piano (2005)
- Vaka för blåsensemble (2005)
- Stråkkvartett (2006)
- och kullarna för mezzosopran (2010)
- The Waves; identity för flöjt, basklarinett, horn, slagverk, piano, violin och cello (2011)
- Encapsulated; embodied för baryton och piano (2012)
- White Water, barcaroll för sopran, violin och shō (2012)[5]
- Kylan, plötslig för violin, klarinett, piano och slagverk (2013)
- Sju scener för 3 slagverkare (2014)

### Elektroakustisk musik med eller utan instrument
- Egensorg för 2 sopraner och elektronik (2004)
- Ur läkedom för 8 högtalare (2005)
- Fall snö för viola och elektronik (2006)